# Речентино (Терни)
Речентино је насеље у Италији у округу Терни, региону Умбрија.
Према процени из 2011. у насељу је живело 28 становника. Насеље се налази на надморској висини од 91 м.